# Худай-Кул
Худай-Кул (тат. Xodayqol, Ходайкол, Кудайкул, после крещ. Пётр Ибрагимович; ум. 1523, Москва) — казанский царевич, сын хана Ибрагима и Фатимы. Родной брат казанских ханов Ильхама, Мелик-Тагира, Мухаммед-Эмина и Абдул-Латифа (двое последних неполнородные единокровные, рожденные второй женой отца — Нур-Султан).
После взятия Казани русскими войсками в 1487 году, был плёнен и вместе с матерью Фатимой и братом Мелик-Тагиром вывезен в город Карголом (пригород г. Белоозеро). В 1505 году был возвращён из ссылки. 12 декабря 1505 года был крещён с именем Петра Ибрагимовича, после чего потерял право претендовать на трон Казанского хана.
В 1510 году во время похода русских войск на Псков командовал большим полком. Во время смоленских походов Василия III 1513—1514, а также в 1521 году оставался временным правителем Москвы.
Похоронен в Архангельском соборе Московского Кремля.

## Семья

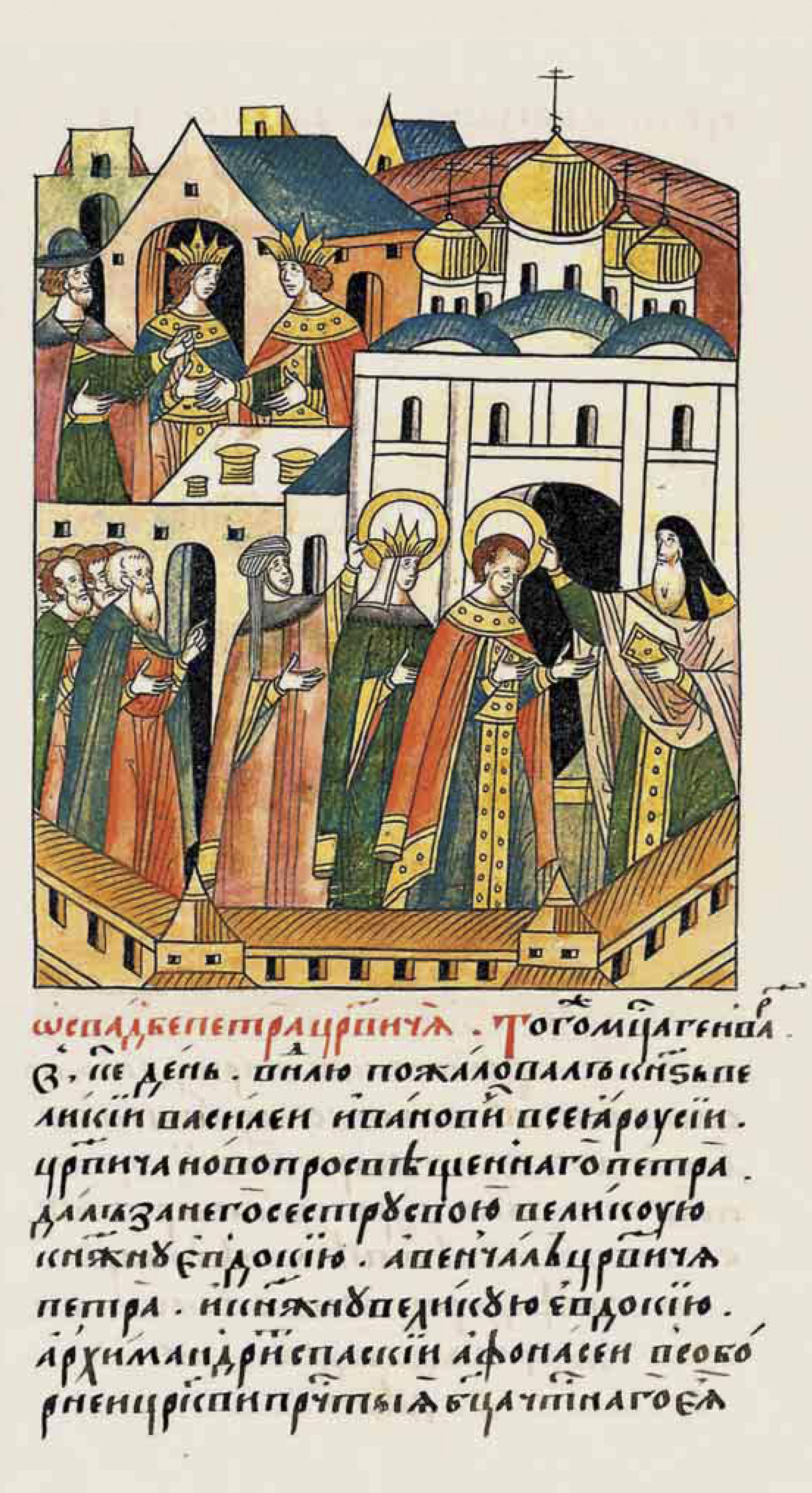
Свадьба царевича Петра и княжны Евдокии

25 января 1506 года женился на младшей сестре великого князя Василия III, Евдокии.
- В браке родилась дочь Анастасия Петровна, жена с 29 августа 1529 года Фёдора Михайловича Мстиславского.  У них был единственный сын Иван, бывший впоследствии кравчим, спальником, боярином и пользовавшийся особенным расположением царя Ивана Грозного. Анастасия Петровна, овдовев 30 июня 1537 года, 6 июня 1538 года вступила во второй брак с князем Василием Васильевичем Шуйским, умершим в ту же осень, от которого родила дочь Марфу (за И. Д. Бельским).